# Final do Campeonato Europeu de Futebol de 2016
A final do Campeonato Europeu de Futebol de 2016 foi uma partida de futebol realizada em 10 de julho de 2016 no Stade de France em Saint-Denis, França. Ela foi disputada entre Portugal e a anfitriã França para decidirem o vencedor do Campeonato Europeu de Futebol de 2016, com os portugueses saindo-se vitoriosos na prorrogação. Esta foi a segunda aparição na final para Portugal e a terceira para a França. Os portugueses haviam anteriormente participado das edições de 1984 e todas de 1996 em diante, com seu melhor resultado tendo sido o vice-campeonato em 2004. Já os franceses participaram em 1960, 1984 e todas as edições depois de 1992, tendo sagrado-se os campeões nos anos de 1984 e 2000.

## Local
O Stade de France foi construído entre os anos de 1993 e 1997, tendo sido inaugurado em 28 de janeiro de 1998, o primeiro jogo disputado no estádio foi entre a Seleção Francesa e a Seleção Espanhola com vitória da França. O estádio sediou vários jogos da Copa do Mundo de 1998, incluindo a final, além de ter sediado duas finais da UEFA Champions League e a final da Copa do Mundo de Rugby de 2007. Possui 80.000 assentos e é um estádio Categoria 4 no regulamento de estádios da UEFA.

## Caminho até a Final
| Pos | Equipe   | Pts | J | V | E | D | GP | GC | SG | Classificado          |
| --- | -------- | --- | - | - | - | - | -- | -- | -- | --------------------- |
| 1   | Hungria  | 5   | 3 | 1 | 2 | 0 | 6  | 4  | +2 | Equipes classificadas |
| 2   | Islândia | 5   | 3 | 1 | 2 | 0 | 4  | 3  | +1 | Equipes classificadas |
| 3   | Portugal | 3   | 3 | 0 | 3 | 0 | 4  | 4  | 0  | 3º colocado           |
| 4   | Áustria  | 1   | 3 | 0 | 1 | 2 | 1  | 4  | −3 | Eliminado             |

| Pos | Equipe     | Pts | J | V | E | D | GP | GC | SG | Classificado          |
| --- | ---------- | --- | - | - | - | - | -- | -- | -- | --------------------- |
| 1   | França (H) | 7   | 3 | 2 | 1 | 0 | 4  | 1  | +3 | Equipes classificadas |
| 2   | Suíça      | 5   | 3 | 1 | 2 | 0 | 2  | 1  | +1 | Equipes classificadas |
| 3   | Albânia    | 3   | 3 | 1 | 0 | 2 | 1  | 3  | −2 | Eliminado             |
| 4   | Romênia    | 1   | 3 | 0 | 1 | 2 | 2  | 4  | −2 | Eliminado             |

## Partida
O jogo realizou-se no dia 10 de Julho de 2016. A partida teve como facto curioso, uma invasão de traças que eram visíveis por todo o estádio. Foi um jogo relativamente tranquilo, destacando-se claramente a lesão de Cristiano Ronaldo após uma entrada de Dimitri Payet. O capitão da Selecção de Portugal ainda saiu e entrou no campo por 2 vezes; a saída definitiva chegou no minuto 25', de maca e em lágrimas e, sobre um enorme aplauso no Stade de France. Foi substituído por Ricardo Quaresma. Éder, que seria o herói da Selecção lusa, só chegou ao minuto 79', após substituição de Renato Sanches. No fim dos 90' minutos, o 0-0 indicava que viria um prolongamento de 30 minutos. Foi no início da segunda parte do prolongamento, ao minuto 109', que Éder rematou para marcar o único golo da partida. Portugal sagrava-se, assim, 
Campeão da Europa de Futebol e, pela primeira vez na sua história, ganhava uma grande competição internacional.

### Detalhes
| 10 de julho de 2016 | Portugal  | 1 – 0 (pro) | França | Stade de France, Saint-Denis                  |
| 21:00 CEST          | Éder 109' | Relatório   |        | Público: 75 868 Árbitro: ENG Mark Clattenburg |

| Portugal | França |

| G               | 1  | Rui Patrício      | 120+3' |     |
| LD              | 21 | Cédric            | 34'    |     |
| Z               | 3  | Pepe              |        |     |
| Z               | 4  | José Fonte        | 119'   |     |
| LE              | 5  | Raphaël Guerreiro | 95'    |     |
| V               | 14 | William Carvalho  | 98'    |     |
| M               | 16 | Renato Sanches    |        | 79' |
| M               | 23 | Adrien Silva      |        | 66' |
| M               | 10 | João Mário        | 62'    |     |
| A               | 17 | Nani              | ²      |     |
| A               | 7  | Cristiano Ronaldo |        | 25' |
| Substituição:   |    |                   |        |     |
| A               | 20 | Ricardo Quaresma  |        | 25' |
| M               | 8  | João Moutinho     |        | 66' |
| A               | 9  | Éder              |        | 79' |
| Treinador:      |    |                   |        |     |
| Fernando Santos |    |                   |        |     |

| G                | 1  | Hugo Lloris         |      |      |
| LD               | 19 | Bacary Sagna        |      |      |
| Z                | 21 | Laurent Koscielny   | 107' |      |
| Z                | 22 | Samuel Umtiti       | 80'  |      |
| LE               | 3  | Patrice Evra        |      |      |
| V                | 18 | Moussa Sissoko      |      | 110' |
| V                | 15 | Paul Pogba          | 115' |      |
| V                | 14 | Blaise Matuidi      | 97'  |      |
| M                | 8  | Dimitri Payet       |      | 58'  |
| A                | 7  | Antoine Griezmann   |      |      |
| A                | 9  | Olivier Giroud      |      | 78'  |
| Substituição:    |    |                     |      |      |
| M                | 20 | Kingsley Coman      |      | 58'  |
| A                | 10 | André-Pierre Gignac |      | 78'  |
| A                | 11 | Anthony Martial     |      | 110' |
| Treinador:       |    |                     |      |      |
| Didier Deschamps |    |                     |      |      |

| Homem do Jogo: Pepe Árbitros assistentes: Simon Beck Jake Collin Árbitros adicionais: Anthony Taylor Andre Marriner Quarto árbitro: Viktor Kassai |

| Estatísticas  | Portugal | França |
| Chutes        | 9        | 18     |
| Chutes a gol  | 3        | 7      |
| Faltas        | 12       | 13     |
| Escanteios    | 6        | 4      |
| Pênaltis      | 0        | 0      |
| Impedimentos  | 5        | 9      |
| Posse de bola | 47%      | 53%    |